# Olivier Alleman
Pour les articles homonymes, voir Alleman.
Ne doit pas être confondu avec Olivier Allemane.
Vous pouvez aider à l'améliorer ou bien discuter des problèmes sur sa page de discussion.
- Cet article biographique nécessite des références supplémentaires pour assurer sa vérifiabilité. (Marqué depuis septembre 2008)
- Sa forme n’est pas encyclopédique et ressemble trop à un curriculum vitæ. Modifiez le texte pour aider à le transformer en article neutre. (Marqué depuis avril 2016)

- Archive Wikiwix
- Bing
- Cairn
- DuckDuckGo
- E. Universalis
- Gallica
- Google
- G. Books
- G. News
- G. Scholar
- Persée
- Qwant
- (zh) Baidu
- (ru) Yandex
- (wd) trouver des œuvres sur Wikidata

Olivier Alleman, né le 6 mai 1975 à Bayonne, est un animateur de télévision et un homme politique français.

## Biographie
Des études d'ingénieur en environnement à l'ENGEES de Strasbourg l'ont mené à exercer ce métier pendant plus de huit années, jusqu'en 2007, en parallèle avec l'animation d'émissions radio sur RFM Aquitaine.
Le 24 juillet 1996, il participe à la rencontre Intervilles entre Dax et Bayonne, lors de laquelle il défend les couleurs de la ville basque, sur les jeux du chamelier et du roi Léon. Resté en contact ensuite avec Yves Launoy, l'un des producteurs de l'émission, il se retrouve assistant de production lors de la spéciale Paris - Pékin en 1999.
En 2003, il débute dans l'arbitrage de l'émission sur la version portugaise du jeu ainsi que sur les Intervilles internationaux en Chine. L'année suivante, il termine dans les dix premiers d'une audition de nouveaux talents organisé par France Télévision, et devient l'assistant de Robert Wurtz lors du retour de l'émission sur France 2, tous les jours à 19 heures. Après trois étés passés aux côtés de l'ancien arbitre international de football, il devient arbitre officiel d'Intervilles depuis l'été 2007 aux côtés de Tex et Julien Lepers, puis à partir de 2009 aux côtés de Nelson Monfort et Philippe Candeloro. L'année 2009 marquera également son retour à la radio sur l'antenne de Sud Radio notamment.
On le retrouve dans Intervilles Juniors chaque week-end sur Gulli, de septembre 2008 à juin 2011. En 2010, il devient un des animateurs phares de la chaine du mieux vivre Terre d'Infos TV où il anime un magazine sur le développement durable de 52 min Écran Vert toutes les semaines et l'année suivante toujours sur la même chaîne Le Débat. Du 20 au 23 mai 2011, il est aux commandes du festival Singe Germain au cœur de Saint-Germain-des-Prés à Paris, festival consacré à Antoine Blondin écrivain et chroniqueur du Tour de France.
Durant l'été 2011, il prend les commandes d'une nouvelle émission sur France 3 Qui vient camper ? où il emmène une personnalité passer deux jours en camping en immersion dans une famille d'habitués. Ce divertissement permet de mettre en avant ses qualités humaines, de partage et son humour. Il permet de découvrir plusieurs régions françaises au détour des neuf numéros diffusés tous les samedis à 20h10.
En 2012, il devient rédacteur en chef de la chaîne Terre d'Infos TV et anime tous les débats de cette chaîne axée sur le développement durable et reçoit toutes les personnalités politiques du moment. D'autre part, il participe à la création de l'Énorme TV, chaîne communautaire consacrée à l'humour et à la musique. Il participe à l'animation du Téléthon 2012 en compagnie de Sophie Davant et Cyril Féraud.
En 2013, il dirige les programmes de la nouvelle chaîne Campagnes TV sur la ruralité, les territoires et le développement durable. D'autre part, il incarne Les nouveaux voyages d'Ulysse sur France 5, série documentaires sur le développement durable en Méditerranée. Cette même année est marquée par le retour de Intervilles qui fête ses 50 ans.
En 2014, il devient directeur général de Campagnes TV, tout en restant associé du Groupe "Les Chaînes TV interactives" (Enorme TV, chaîne Théâtres…) et y présente le magazine hebdomadaire de décryptage Terres d'Infos.
Il met à l'antenne tour à tour Eric Jean Jean dans l'émission Content d'être là, Diane Gouffrand dans Restons Nature, Frédérique Courtadon dans Du Champ au Fourneau et Jacques Legros dans Terres de France.
L'été 2016 voit son retour à la radio sur Europe 1 dans Le Grand Direct des Régions tous les jours de 10h à 11h, émission où il distille ses bons plans tourisme, découverte, activités, patrimoine des différents coins de la France. Pendant l'été 2017 il présente avec Pierre Bonte Le Grand Direct des Régions les samedis et dimanches de 9h à 10h sur Europe1.
En 2018, il collabore comme éditorialiste agricole et agroalimentaire dans l'émission Territoires d'Infos sur Public Sénat et anime Un été en France sur Sud Radio tous les jours de 10h à 12h, mettant en avant les acteurs innovants des terroirs.
D'autre part, il produit le programme court sur France 2 De la terre à l'assiette diffusé avant le journal télévisé de 13 heures et mettant en avant les producteurs locaux.
En octobre 2018, il devient conseiller stratégie et communication au cabinet du ministre de l'Agriculture et de l'Alimentation, Didier Guillaume.
En 2020, il est élu au conseil municipal de Bayonne sur la liste de Jean-René Etchegaray et conseiller communautaire de la Communauté d'agglomération du Pays Basque.
Il est nommé par le ministre de l'Agriculture et de l'Alimentation Julien Denormandie commissaire général du Concours général agricole le 7 octobre 2020 pour mettre en avant l'excellence des produits et des pratiques agricoles françaises.[réf. nécessaire]
En 2021, il est élu au conseil départemental des Pyrénées-Atlantiques dans le Canton de Bayonne-3.

## Décorations
En 2016, Olivier Alleman est décoré chevalier de l'ordre national du mérite agricole par Stéphane Le Foll.